# 알렉산드르 소볼레프
알렉산드르 세르게예비치 소볼레프(러시아어: Александр Сергеевич Соболев, 1997년 3월 7일 ~ )는 러시아의 프로 축구 선수로, 제니트 상트페테르부르크와 러시아 국가대표팀에서 공격수로 활약하고 있다.

## 구단 경력
소볼레프는 2016년 12월 5일, FC 우파와의 경기에서 톰 톰스크 소속으로 러시아 프리미어리그 데뷔 전을 치렀다.
소볼레프는 2017-18년 러시아 컵에서 다른 어떤 선수보다 많은 골을 넣었다.
2019년 2월 2일, 소볼레프는 예니세이 크라스노야르스크로 임대 이적했다.
2020년 1월 29일, 소볼레프는 2019-20년 시즌이 끝날 때까지 스파르타크 모스크바에 임대로 합류했으며, 스파르타크는 임대 기간이 끝날 때 자신의 권리를 구매할 수 있는 옵션을 보유하고 있었다.
2020년 5월 18일, 스파르타크 모스크바는 크릴리야 소베토프 사마라로부터 소볼레프를 인수할 수 있는 옵션을 행사했다고 발표했다.
2021년 8월 13일, 그는 스파르타크와의 계약을 2026년 5월까지 연장했다. 2022년 5월 29일, 소볼레프는 디나모 모스크바와의 2022년 러시아 컵 결승전에서 선제골을 넣으며 스파르타크가 2-1로 승리했다.
2024년 8월 30일, 소볼레프는 제니트 상트페테르부르크와 세 시즌 계약을 체결했으며, 네 번째 시즌 옵션도 포함되었다.

## 국가대표팀 경력
2019년 10월 6일, 소볼레프는 부상당한 표도르 스몰로프를 대신해 스코틀랜드와 키프로스와의 UEFA 유로 2020 예선 경기에 처음으로 러시아 국가대표팀에 소집되었다.
그는 2020년 10월 8일, 스웨덴과의 친선 경기에서 데뷔 전을 치렀고, 홈에서 2-1로 패한 경기에서 추가 시간 골을 넣었다.
2021년 5월 11일, 그는 UEFA 유로 2020 예비 연장 30인 명단에 포함되었다. 2021년 6월 2일, 그는 최종 명단에 포함되었다. 그는 6월 16일, 핀란드와의 러시아의 두 번째 경기에서 후반 교체 선수로 출전하여 1-0 승리를 거두었다. 그는 6월 21일, 덴마크와의 마지막 조별 리그 경기에서 러시아가 4-1로 패배하고 탈락하면서 경기 후반 30분 동안 교체 선수로 출전했다.